# Liste der Monuments historiques in Bennecourt
Die Liste der Monuments historiques in Bennecourt führt die Monuments historiques in der französischen Gemeinde Bennecourt auf.

## Liste der Bauwerke
| Bezeichnung    | Beschreibung                                      | Standort | Kennzeichnung | Schutzstatus | Datum | Bild |
| -------------- | ------------------------------------------------- | -------- | ------------- | ------------ | ----- | ---- |
| Kirche St-Ouen | Erbaut in der zweiten Hälfte des 16. Jahrhunderts | (Lage)   | PA00087369    | Classé       | 1932  |      |

## Liste der Objekte
- Monuments historiques (Objekte) in Bennecourt in der Base Palissy des französischen Kultusministeriums